# دهستان املش شمالی
دهستان املش شمالی نام دهستانی در بخش مرکزی شهرستان املش، استان گیلان در ایران است. براساس سرشماری مرکز آمار ایران در سال ۱۳۸۵، جمعیت آن ۸۰۸۵ نفر (۲۴۶۶ خانوار) بوده‌است.